# Pericolosamente Johnny
Pericolosamente Johnny (Johnny Dangerously) è un film del 1984 diretto da Amy Heckerling.
Distribuito in Italia solamente tramite home video, è una parodia dei film di gangster degli anni 1930.